# Cam Gill
Cam Gill (Sumter, 14 dicembre 1997) è un giocatore di football americano statunitense che milita nel ruolo di linebacker per i Carolina Panthers della National Football League (NFL).

## Carriera

### Tampa Bay Buccaneers
Dopo non essere stato scelto nel Draft NFL 2020, Gill firmò con i Tampa Bay Buccaneers, riuscendo ad entrare nei 53 uomini del roster per la stagione regolare. Debuttò nella NFL l'8 ottobre 2020 contro i Chicago Bears mettendo a segno un tackle negli special team. La sua prima stagione regolare si chiuse con 6 placcaggi in 12 presenze, nessuna delle quali come titolare. Il 7 febbraio 2021, nel Super Bowl LV contro i Kansas City Chiefs campioni in carica, mise a segno un sack condiviso su Patrick Mahomes nella vittoria per 31-9, conquistando il suo primo titolo.

### Carolina Panthers
Il 13 maggio 2024 Gill firmó con i Carolina Panthers.

## Palmarès
- Super Bowl : 1

Tampa Bay Buccaneers: LV
- National Football Conference Championship: 1

Tampa Bay Buccaneers: 2020